# Хорошун, Семён Васильевич
Семён Васильевич Хорошун (1922—2003) — хозяйственный деятель, лауреат Премии Совета Министров СССР.

## Биография
Семён Хорошун родился 12 июня 1922 года в селе Протасово (ныне — Сумская область Украины). Окончил Асбестовский горный техникум, после чего работал на заводе на Урале. В 1956 году Хорошун окончил Высшие инженерные курсы в Москве, после чего работал сначала в Челябинской и Ленинградской области, а с 1957 года занимал должность главного инженера карьероуправления в Вышнем Волочке.
С 1961 года Хорошун работал на Вяземском горно-обогатительном комбинате, возглавлял производственно-технический отдел, затем был главным инженером, а с 1965 года — директором комбината. Под его руководством комбинат стал одним из передовых предприятий отрасли, была значительно расширена социальная база. В 1981 году ушёл с поста директора комбината.
Скончался 16 ноября 2003 года, похоронен на Екатерининском кладбище Вязьмы.
Лауреат Премии Совета Министров СССР, Почётный гражданин Вязьмы. Также был награждён двумя орденами Трудового Красного Знамени, орденом «Знак Почета» и рядом медалей.